# بيت ويلدشوت
بيت ويلدشوت (بالهولندية: Piet Wildschut)‏ (مواليد 25 أكتوبر 1957) هو لاعب كرة قدم. يلعب مع منتخب هولندا لكرة القدم. سبق له أن لعب في كأس العالم لكرة القدم مع منتخب بلاده.

## مسيرته الكروية
لعب بيت ويلدشوت خلال مسيرته الاحترافية مع 5 أندية في خمسة عشر موسمًا وسجل خلالها 31 هدفًا ضمن 365 مباراة. حيث فاز في موسم واحد بالكأس ولم يفز بأي دوري.
خاض بيت ويلدشوت مسيرته مع نادي غرونينغن في موسم 1974–75 ولمدة موسمين، مشاركًا في 36 مباراة سجل خلالها 6 أهداف. ثم انتقل إلى نادي تفينتي أنشخيدة في موسم 1976–77 واستمر معه طيلة ثلاثة مواسم، حيث شارك في 72 مباراة سجل خلالها 10 أهداف. لينتقل بعدها إلى نادي آيندهوفن في موسم 1978–79 ليلعب معه سبعة مواسم، مشاركًا في 179 مباراة سجل خلالها 9 أهداف. ثم انتقل إلى نادي رويال أنتويرب في موسم 1985–86 لمدة موسم واحد، مشاركًا في 28 مباراة سجل خلالها هدفين. هذا وانتقل لاحقًا إلى نادي رودا كيركراده في موسم 1986–87 ولمدة موسمين، مشاركًا في 50 مباراة سجل خلالها 4 أهداف.

## روابط خارجية
- بيت ويلدشوت على موقع الاتحاد الدولي (مؤرشف)  (الإنجليزية)
- بيت ويلدشوت على موقع الاتحاد الأوربي (الإنجليزية)
- بيت ويلدشوت على موقع قاعدة بيانات كرة القدم.إي يو (الإنجليزية)
- بيت ويلدشوت على موقع بيانات كرة القدم. دي إي (الألمانية)
- بيت ويلدشوت على موقع ناشيونال فوتبول تيمز (الإنجليزية)
- بيت ويلدشوت على موقع عالم كرة القدم.نت (الإنجليزية)